# Nívea Helen
Nívea Helen (Cáceres, 27 de julho de 1972) é uma atriz brasileira.

## Filmografia

### Trabalhos na televisão
| Ano  | Título           | Personagem | Nota |
| ---- | ---------------- | ---------- | ---- |
| 2007 | Paraíso Tropical | Cristina   |      |
| 2004 | Começar de Novo  | Margarida  |      |
| 2000 | Laços de Família | Nair       |      |

### Trabalhos no cinema
| Ano  | Título            | Personagem | Notas |
| ---- | ----------------- | ---------- | ----- |
| 2006 | A Vida ao Lado    | Ana        |       |
| 2005 | Celeste & Estrela | Escrava    |       |